# تینا نولز
تینا نولز (انگلیسی: Tina Knowles زاده ۴ ژانویهٔ ۱۹۵۴) یک کارآفرین و طراح لباس آمریکایی است. وی مادر بیانسه و سولانج نولز است.